# Województwo smoleńskie
Województwo smoleńskie – województwo istniejące nominalnie w latach 1508–1793, faktycznie 1508–1514 i 1611–1654.

## Historia
W roku 1405 Księstwo Smoleńskie zostało włączone przez Witolda do Wielkiego Księstwa Litewskiego. W 1508 roku ziemia smoleńska została przekształcona w województwo Wielkiego Księstwa Litewskiego. W 1514 roku sam Smoleńsk i znaczna część województwa zostały utracone na rzecz Wielkiego Księstwa Moskiewskiego. Po unii lubelskiej w 1569 roku mianowano wojewodów. Powołano także urząd kasztelana.

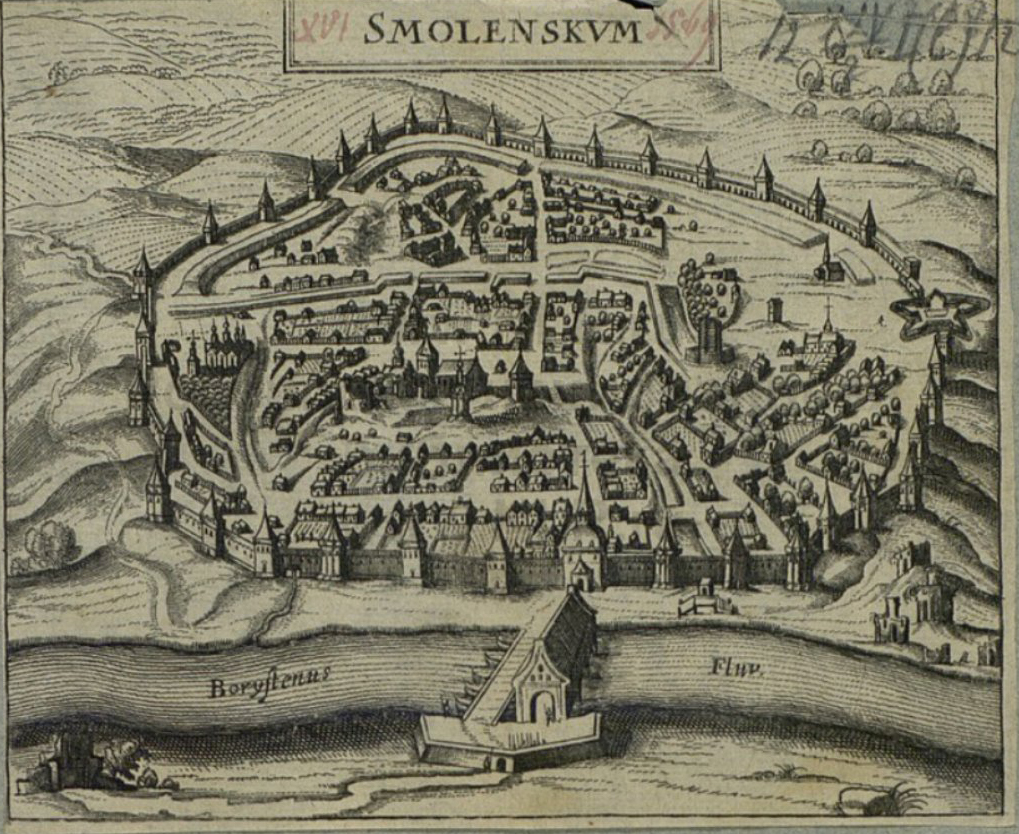
Smoleńsk w 1627 r.

Województwo smoleńskie zostało odzyskane na kilkadziesiąt lat 13 czerwca 1611 roku, w wyniku zdobycia Smoleńska przez Zygmunta III Wazę podczas wojny polsko-rosyjskiej 1609–1618. Nabytki potwierdził rozejm w Dywilinie (1618), a następnie pokój wieczysty w Polanowie (1634). Po nieudanej wyprawie królewicza Władysława na Moskwę (1617–1618), w wyniku rozejmu w Dywilinie, Rzeczpospolita uzyskała nowe zdobycze terytorialne. Na województwo smoleńskie składało się odtąd, oprócz ziemi smoleńskiej z Białą, Dorohobużem, Rosławiem i Sierpiejskiem, także Newel i Siebież z Krasnohorodkiem w pobliżu Inflant, a na południu Starodubowszczyzna z Trubczewskiem i zamek Poczep. W 1634 roku na mocy traktatu polanowskiego odszedł do Moskwy Sierpiejsk, a w 1644 księstwo trubeckie. Pozostałą część Siewierszczyzny przyłączono do Korony, tworząc w 1635 roku województwo czernihowskie. W 1654 car Aleksy Michałowicz ponownie zajął Smoleńsk. Rzeczpospolita zrzekła się Smoleńszczyzny zawierając rozejm andruszowski (1667), co potwierdził traktat Grzymułtowskiego (1686). Jednak województwo smoleńskie formalnie istniało aż do II rozbioru Polski.

## Organizacja

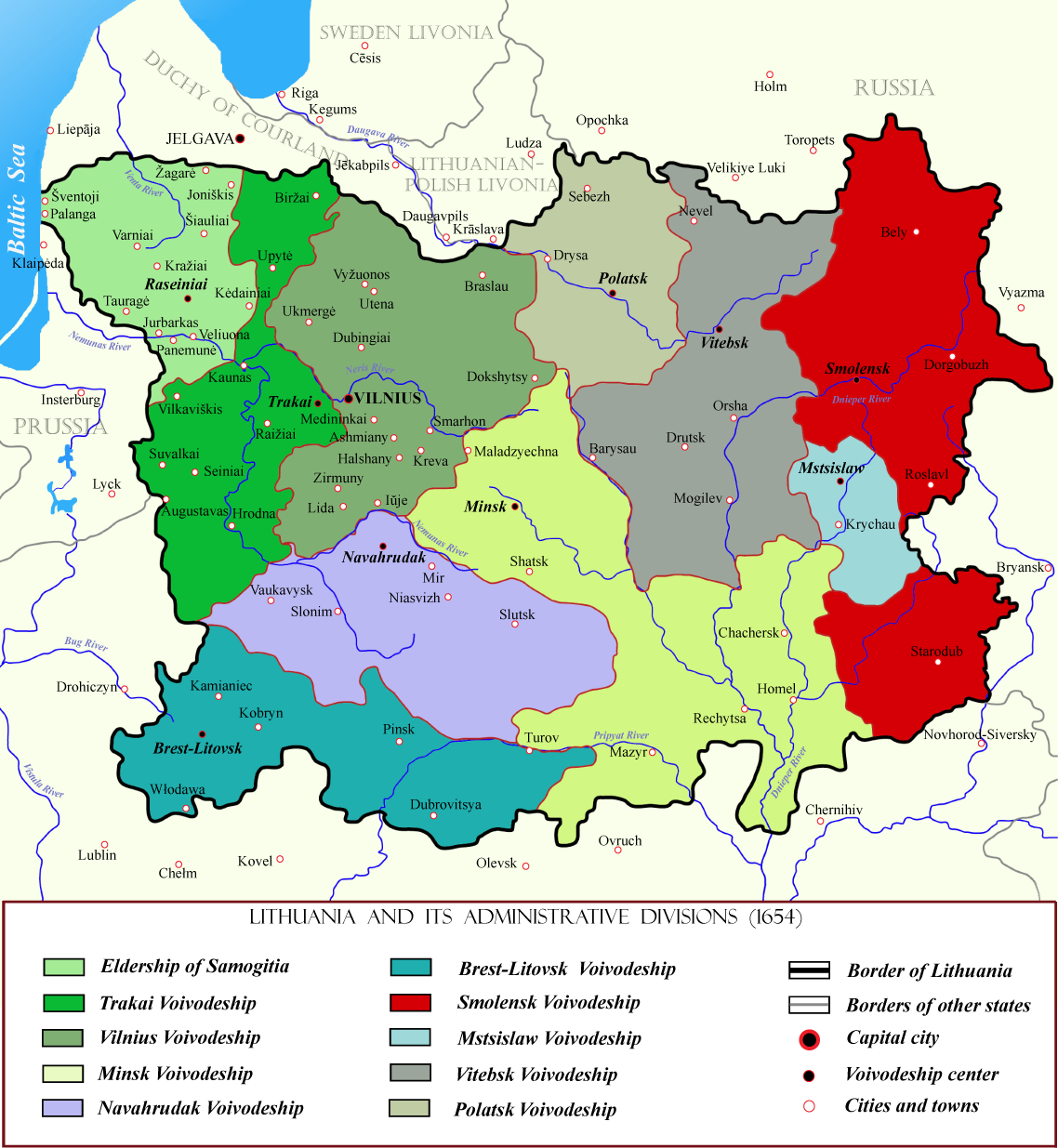
Położenie województwa smoleńskiego w Wielkim Księstwie Litewskim (XVII wiek)
Na sejmie marcowym 1613 roku uchwalono konstytucję „Ordynacya województwa smoleńskiego”, w wyniku której przyłączono województwo smoleńskie do Wielkiego Księstwa Litewskiego i ustanawiano urzędników. Najwyższym z nich, z kompetencjami sądowymi, został dotychczas tytularny wojewoda smoleński. Konstytucja powoływała też komisję „do ordynacji Smoleńska”, która miała przywracać majątki potomkom egzakulantów smoleńskich sprzed 1514 roku. Reszta majątków pozostała w gestii króla, a administrację nimi dano wojewodzie.
Na sejmie 1620 uchwalono konstytucję „Ordynacya prowincyi od Moskwy rekuperowanych”, na mocy której ziemie województwa oddane zostały w administrację królewiczowi Władysławowi, który władał nimi przez swojego viceadministratora. Jednocześnie zaczęła powstawać urzędnicza hierarchia smoleńska obok namiestników (kapitanów) administracji królewicza, która pozostała do 1632 roku (wiceadministratorem w 1623–1629 był Aleksander Gosiewski, od 1625 roku wojewoda smoleński). Oprócz administracji królewicza i hierarchii ziemskiej w powszechnym użyciu był także stary moskiewski podział na ujezdy i stany (ujezdy smoleński, rosławski, dorohubski, bielski, sierpiejski do 1634, newelski do 1638).
W 1621 roku sejmik smoleński wysłał pierwszych posłów na sejm walny.
Obok istniejącego już grodu w Smoleńsku w 1625 roku król Zygmunt III powołał gród w Starodubie. Pierwszym starostą został kniaź Jan Drucki Sokoliński, a pierwszy sejmik starodubski zebrał się w 1626 roku. W 1633 roku król ustanowił trzeci powiat grodzki w Newlu, który funkcjonował krótko, gdyż najpierw Siebież, a następnie Newel zostały nadane na prawie lennym hetmanowi wielkiemu litewskiemu i kasztelanowi wileńskiemu Krzysztofowi Radziwiłłowi. Radziwiłł przeprowadził intromisję 22 lipca 1634, likwidując gród w Newelu. W 1650 król Jan Kazimierz zamienił Newel i Siebież wraz z Krasnohorodkiem w dobra wieczyste hetmana polnego litewskiego i starosty żmudzkiego Janusza Radziwiłła. Szlachta posiadająca prawa polityczne z okolic Siebieża i Newla została za zgodą sejmu przyłączona do województwa połockiego.

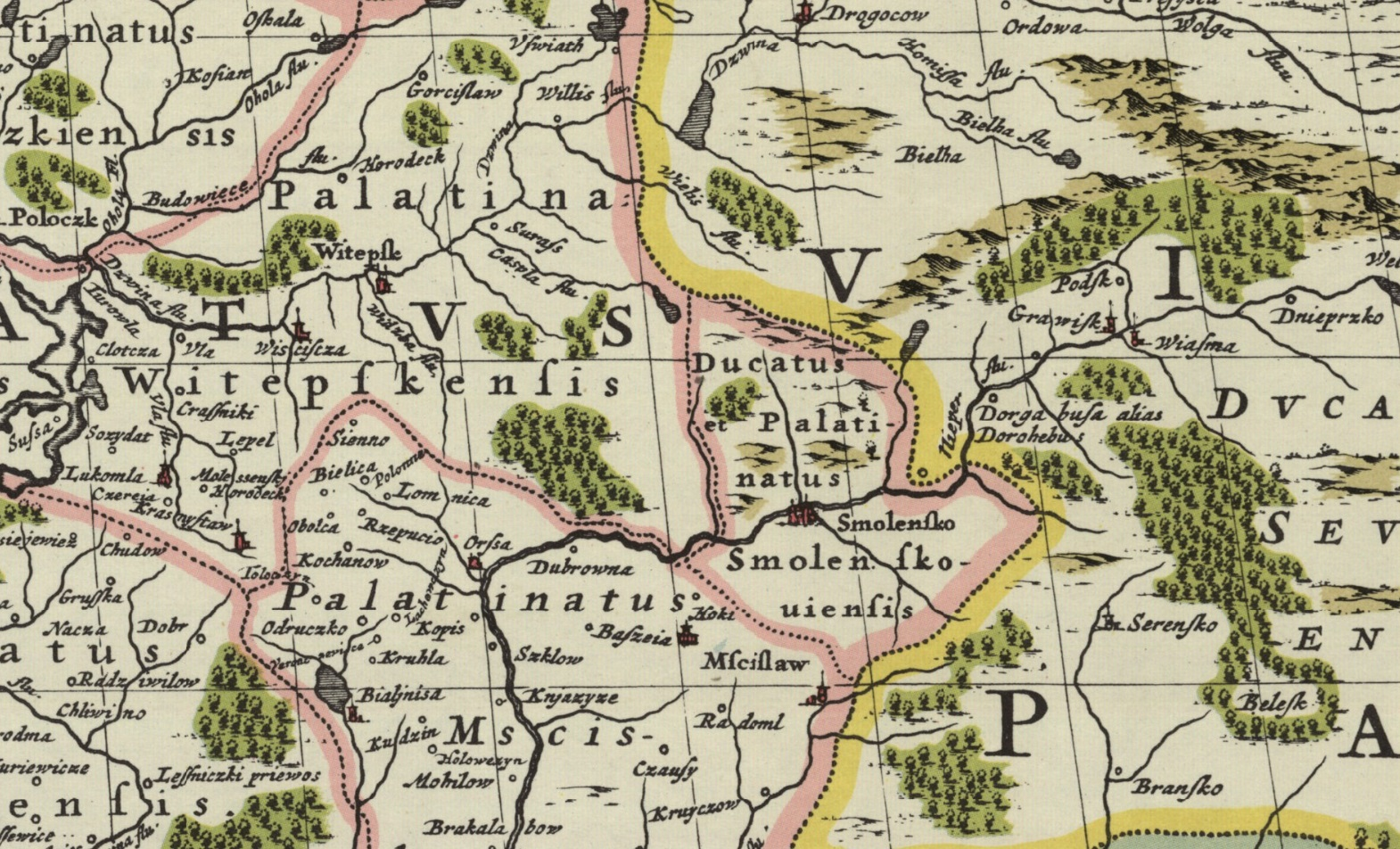
Palatinatus Smolenskouiensis - Województwo Smoleńskie na mapie F. de Wita z roku 1659.

 Stolicą województwa był Smoleńsk. Podzielone było na dwa powiaty: smoleński i starodubowski. Miało dwóch senatorów świeckich: wojewoda i kasztelan smoleński (krzesłowy, czyli większy) oraz senatora duchownego – biskupa smoleńskiego. Według porządku starszeństwa w senacie, wojewoda smoleński plasował się w środku stawki za wojewodą podolskim a przed wojewodą lubelskim. Kasztelan szedł wśród kasztelanów większych za kamienieckim a przed lubelskim. Biskup smoleński zajmował ostatnie miejsce wśród senatorów duchownych, jako piastujący najmłodsze biskupstwo. Na sejm Rzeczypospolitej województwo wysyłało czterech posłów (po dwóch z każdego powiatu). Czterech deputatów wysyłało na Trybunał Główny Wielkiego Księstwa Litewskiego do Mińska i Wilna. Pospolite ruszenie województwa zbierało się w Smoleńsku. W Smoleńsku było starostwo grodowe, którego starostą zostawał wojewoda smoleński.
Po 1667 r. województwo było jedynie tytularne. Jego resztki pozostałe przy Rzeczypospolitej włączono w 1667 do województwa witebskiego jako ziemię orszańską. Król nadal mianował wojewodę i kasztelana. Sejmiki szlacheckie odbywały się w Wilnie – smoleński w kościele Bernardynów, a starodubowski w kościele Karmelitów Bosych. Wybierano na nich posłów i deputatów na trybunał.

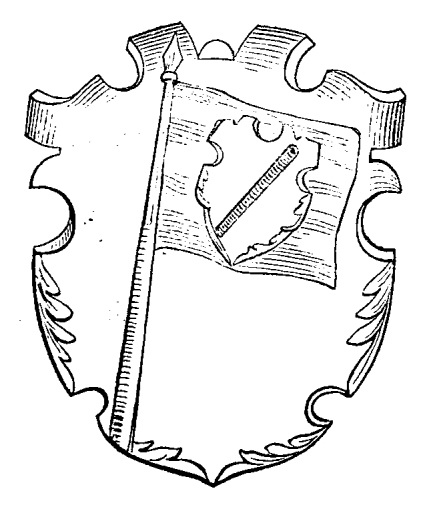
Herb województwa smoleńskiego według herbarza Bartosza Paprockiego (1584)

Herbem województwa było złote berło (laska) na tle szarej tarczy, umieszczonej na czerwonej chorągwi, ale w Sali Poselskiej Zamku Królewskiego w Warszawie widnieje herb o odwróconych barwach, tj. w polu czerwonym szara chorągiew z czerwoną tarczą. Mundur: kontusz karmazynowy, żupan i wyłogi granatowe. Dla powiatu starodubowskiego: kontusz szafirowy, a żupan i wyłogi złote.
Wojewodami smoleńskimi byli m.in.: Aleksander Gosiewski, Filip Kazimierz Obuchowicz (autor XVII-wiecznego diariusza), Stanisław Potocki, Aleksander Jan Potocki od 1712 (tytularny), Józef Sylwester Sosnowski w latach 1771–1778 (tytularny, odmówił ręki córki Tadeuszowi Kościuszce).
Kasztelanem smoleńskim (tytularnym) w latach 1717–1729 był Krzysztof Benedykt Szczyt (Niemirowicz-Szczytt).
Podobnie jak województwo i urząd kasztelana również biskupstwo smoleńskie było po 1667 r. tylko tytularne. Jednym z takich biskupów był znany dziejopis Adam Tadeusz Naruszewicz.